# (2881) Meiden
(2881) Meiden (1983 AA1) – planetoida z pasa głównego asteroid okrążająca Słońce w ciągu 3,37 lat w średniej odległości 2,25 j.a. Odkryta 12 stycznia 1983 roku.